# Stanley K. Hathaway
Stanley Knapp Hathaway, född 19 juli 1924 i Osceola, Nebraska, död 4 oktober 2005 i Cheyenne, Wyoming, var en amerikansk politiker (republikan). Han var guvernör i delstaten Wyoming 1967–1975 och tjänstgjorde därefter en kort tid som USA:s inrikesminister.
Hathaway deltog i andra världskriget i US Army Air Forces och tilldelades utöver amerikanska utmärkelser även den franska medaljen Croix de Guerre. Under studietiden träffade han Roberta "Bobby" Harley och paret gifte sig år 1948. Två år senare avlade Hathaway juristexamen vid University of Nebraska. Efter studierna flyttade paret till Wyoming där hustrun arbetade som engelsklärare och Stanley K. Hathaway öppnade sin advokatpraktik. De fick två döttrar, Susan och Sandra.
Hathaway arbetade 1954–1962 som åklagare i Goshen County. År 1967 efterträdde han Clifford Hansen som guvernör och efterträddes i januari 1975 efter två mandatperioder som guvernör av Edgar Herschler. I juni 1975 utnämnde president Gerald Ford Hathaway till inrikesminister. Han avgick av hälsoskäl redan i oktober samma år och återvände till Wyoming. Hustrun Bobby avled år 2004 och Stanley K. Hathaway avled året därpå efter en långvarig sjukdom.